# Черемшанка (Алтайский район)
Черемшанка — посёлок в Алтайском районе Алтайского края России. Входит в состав Пролетарского сельсовета. Относится к числу труднодоступных и отдаленных местностей.

## География
Посёлок находится в юго-восточной части Алтайского края, на левом берегу небольшой одноимённой реки (приток Сарасы), на расстоянии примерно 16 километров (по прямой) к юго-юго-востоку (SSE) от села Алтайского, административного центра района. Абсолютная высота — 664 метра над уровнем моря.
Климат умеренно континентальный с теплым летом и умеренно морозной снежной зимой. Средняя температура января −16,8ºС, июля — + 19,2ºС. Годовое количество осадков — 937 мм.

## История
Основан в 1922 г. В 1928 г. состоял из 11 хозяйств, основное население — русские. В составе Верх-Устюбского сельсовета Алтайского района Бийского округа Сибирского края.

## Население
| 1926 | 1997 | 1998 | 1999 | 2000 | 2001 | 2002 |
| ---- | ---- | ---- | ---- | ---- | ---- | ---- |
| 72   | ↘15  | ↘14  | →14  | ↘13  | →13  | ↘10  |
| 2003 | 2004 | 2005 | 2006 | 2007 | 2008 | 2009 |
| ↘7   | →7   | ↘5   | →5   | ↘4   | →4   | ↗5   |
| 2010 | 2011 | 2012 | 2013 |      |      |      |
| ↘0   | ↗2   | →2   | →2   |      |      |      |

Согласно результатам переписи 2002 года, в национальной структуре населения русские составляли 100 %.

## Улицы
Уличная сеть посёлка состоит из одной улицы (ул. Парковая).